# Gammarus zaddachi
Gammarus zaddachi is een vlokreeftensoort uit de familie van de Gammaridae. De wetenschappelijke naam van de soort is voor het eerst geldig gepubliceerd in 1912 door Sexton.
De soort lijkt op Gammarus salinus behalve dat lichaam en poten dichter beborsteld zijn. G. zadacchi wordt ongeveer 22 mm (man) of 15 mm (vrouw) groot. De kleur is licht grijsachtig of geel met donkere banden vaak met rode vlekken op de laterale pleosome segmenten.
G. zadacchi komt voor in het noordoostelijk deel van de Atlantische Oceaan. Ze worden veelvuldig aangetroffen in noord west Europa. Vanaf de Witte zee in Noord Noorwegen en IJsland en de Oostzee  tot aan de kusten van Groot-Brittannië en Ierland. Hier worden ze gevonden in brakwatergebieden met een laag zoutgehalte veelal net onder de laagwaterstand van het intergetijdengebied. Hier kunnen ze nog grote afstanden afleggen in stroomopwaartse richting zelfs tot buiten het gebied wat nog onder invloed van het zoute getijde staat.